# Pistolet Glisenti Mod. 910
Glisenti Mod.910 – włoski pistolet samopowtarzalny kalibru 9 mm.

## Służba
W 1899 roku włoska marynarka wojenna przyjęła na uzbrojenie zakupione w Niemczech pistolety Mauser C/96. Stało się to impulsem do rozpoczęcia prac nad tego rodzaju bronią we włoskiej firmie Glisentii. W 1902 roku wyprodukowano w niej pierwszą serię skonstruowanego przez Revellego pistoletu o wyglądzie wzorowanym na P.08. W celu uproszczenia konstrukcji broni zastąpiono w niej zamek ryglowany zamkiem półswobodnym. Zmiana ta spowodowała, że do zasilania broni użyto naboi 7,65 x 19 mm Glisenti, wymiarowo identycznych z 7,65 x 19 mm Parabellum, ale elaborowanych słabszym ładunkiem. W 1906 roku pistolet ten jako Glisenti Mod.906 trafił na uzbrojenie włoskiej armii. Od 1910 roku zastąpił go udoskonalony Glisentii Mod.910 zasilany nabojem 9 x 19 mm Glisenti. Licencyjna wersją broni produkowaną w zakładach MTB był pistolet Brixia Mod.913.

## Konstrukcja
Pistolet Mod.910 działał na zasadzie odrzutu zamka półswobodnego.